# Etuku
Etuku est un village du Cameroun, situé dans la Région du Sud-Ouest. Il est rattaché administrativement à la commune de Mamfé ???? (à vérifier) , dans le département de Manyu.

## Géographie
Localisé à 5° 42' 32 Nord de latitude et 9° 33' 50 Est de longitude, Etuku est rattaché administrativement à la commune de Mamfé. 